# موزخوار کنیسنا
موزخوار کنیسنا (نام علمی: Tauraco corythaix) نام یک گونه از سرده موزخوارهای اصلی است.